# Вербовецькі дуби (пам'ятка природи)
Вербове́цькі дуби́ — ботанічна пам'ятка природи місцевого значення в Україні. Об'єкт природно-заповідного фонду Хмельницької області.
Розташована в межах Ленковецької сільської громади Шепетівського району Хмельницької області, в селі Вербівці.
Площа 0,2 га. Статус присвоєно згідно з рішенням 22 сесії обласної ради від 21.03.2002 року № 11. Перебуває у віданні: Вербовецька сільська рада.
Статус присвоєно для збереження двох вікових дубів.